# Vodni stolp
Vodni stolp je zgradba stolpaste oblike, ki na dvignjenem nosilcu podpira rezervoar za vodo, običajno z namenom zagotavljanja zadostnega hidrostatskega tlaka za oskrbo okoliških porabnikov s pitno vodo pod pritiskom, pa tudi za shranjevanje vode za gašenje požarov in druge zasilne primere. Za delovanje izkorišča silo težnosti, ki potiska vodo skozi cevi.
Pogosto so vodni stolpi v bližini pod- ali nadzemnih zadrževalnikov, ki shranjujejo večjo količino že tehnološko obdelane vode, od koder se le-ta prečrpava v rezervoar. Tako je voda na voljo tudi v primeru kratkotrajnega izpada energije za delovanje črpalnih sistemov in ob viških porabe, ki bi utegnili preseči kapaciteto črpanja. Namesto tega lahko črpalke delujejo ponoči, ko je cena dobave električne energije ugodnejša. Drugi vodni stolpi so namenjeni samo shranjevanju neobdelane vode za gašenje ali industrijske potrebe in niso nujno povezani z javnim vodovodnim sistemom.

## Nekateri vodni stolpi v Sloveniji
- rimski vodni stolp pod Školjem sv. Pavla v Vrtovinu (4. stol.): najvišji ohranjen rimski spomenik na Slovenskem[2]
- vodni stolp, Ilirska Bistrica (konec 19. stol.): zgrajen kot napajalna postaja za parne lokomotive na južni železnici, v obliki stavbe z rezervoarjem v nadstropju.[3]
- Vodovodni stolp, Kranj (1911): eden redkih tovrstnih objektov tehniške dediščine, ki je še vedno v uporabi in del omrežja.[4]
- Vodovodni stolp, Brežice (1914)[1]
- vodni stolp, Ruše (1917): zgrajen za potrebe Tovarne dušika.[5]